# 傷齒龍屬
傷齒龍屬又名鋸齒龍，是種體型相當小、類似鳥類的恐龍，生存於晚白堊紀，約7500萬年前到6500萬年前。傷齒龍的化石是在1855年發現，是北美洲最早發現的恐龍之一。
傷齒龍的屬名Troodon在希臘文意為「具傷害性的牙齒」，指的是牠們的鋸齒狀牙齒；其牙齒邊緣的鋸齒非常尖。從牙齒非常類似植食性爬行動物顯示，傷齒龍可能是雜食性恐龍。。

## 特徵

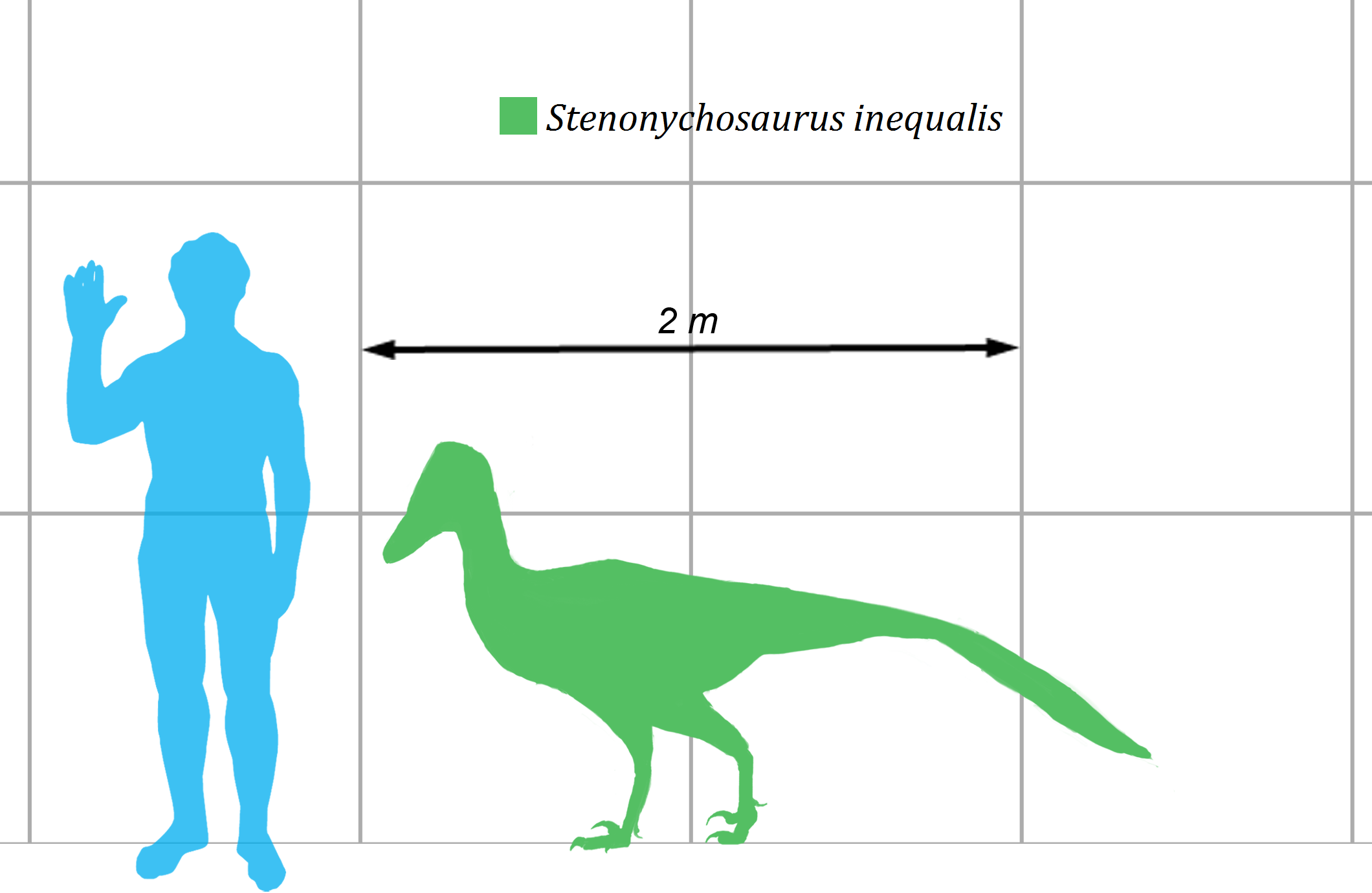
傷齒龍與人類的體型比較

傷齒龍是種小型恐龍，身長約2公尺，高度為1公尺，重達60公斤。傷齒龍擁有非常修長的四肢，顯示牠們可以快速奔跑。傷齒龍擁有長手臂，可以像鳥類一樣往後折起，而手部擁有可作出相對動作的拇指。牠們的第二腳趾上擁有大型、可縮回的鐮刀狀趾爪，這些趾爪在奔跑時可能會抬起。
因為這些特徵，科學家們認為傷齒龍屬於手盜龍類。傷齒龍擁有大型眼睛，顯示可能有夜間行動，可能以夜間行動的哺乳動物為食；而且眼睛的方向稍微往前，使傷齒龍擁有深度知覺。事實上傷齒龍的眼睛比其他大部分恐龍還要朝向前方，顯示傷齒龍有比其他恐龍更好的深度知覺。牠們輕型頭顱骨的腦囊類似某些外表類似鴕鳥的恐龍的腦囊。與身體相比，傷齒龍的腦袋是恐龍中最大之一。因此傷齒龍被認為是最有智能的恐龍之一。曾經在蛋巢中發現過傷齒龍的恐龍蛋。

## 分佈
傷齒龍的化石被發現於蒙大拿州的朱迪斯河組與海爾河組及雙麥迪遜組、亞伯達省的馬蹄峽谷組、以及阿拉斯加州的王子溪層。還有一些證據顯示傷齒龍較常生活在寒冷的地區，牠們似乎在北部地區特別繁盛，以及較寒冷的時期，例如早馬斯垂克階。
這些化石來自於相隔數千公里遠的地點，而且是在各大陸分隔數百萬年之後出現，似乎不可能代表傷齒龍屬的同一個種。然而，需要進一步的研究與更多化石才能理解傷齒龍到底有幾個種。

## 古生物學

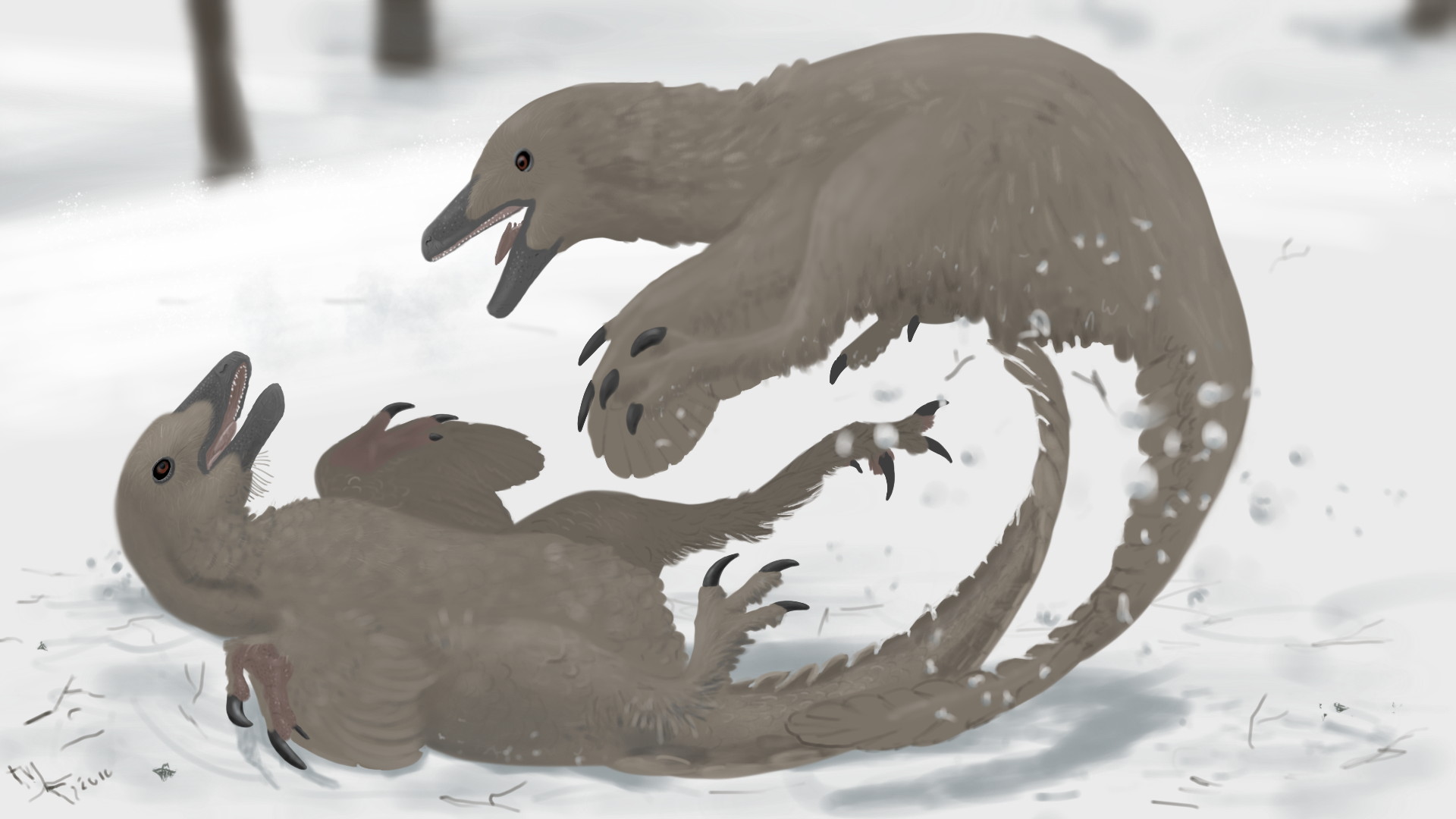
藝術家筆下一對正在打鬧的傷齒龍

傷齒龍起初被認為是種掠食動物，主要以較小型動物為食，例如無脊椎動物或哺乳類。這個論點是根據傷齒龍的手盜龍類特徵（例如：腳部的鎌刀狀趾爪、類似鳥類的可抓握手臂），以及好的深度知覺。然而，有些證據顯示傷齒龍可能是雜食性或植食性動物。頜部有者寬廣、U形的聯合線，類似鬣蜥；鬣蜥是種已適應植食性的蜥蜴。另外，傷齒龍的牙齒呈葉狀，有者大型鋸齒狀邊緣，如同植食性恐龍，而且牙齒短而寬廣，側邊有磨損面。在1998年，湯瑪斯·霍爾茲（Thomas R. Holtz）認為傷齒龍的可抓握手臂、較大型腦部、深度知覺，跟雜食性/植食性的靈長類、雜食性的浣熊具有共同的特性。
一個2008年的研究，分析了來自北美洲各地的傷齒龍牙齒化石，發現阿拉斯加州北坡地區的牙齒，大於較南地區的牙齒。這顯示北坡地區的傷齒龍普遍成長至較大的體型。研究人員推測，這是因為沒有暴龍科生存於北坡地區，所以該地區的傷齒龍面臨較少的競爭者，可以成長至較大的體型。該研究也分析牙齒的磨損模式，認為傷齒龍是以質地較軟的食物為食，而無法咬裂骨頭或無脊椎動物的外骨骼、以及堅硬的植物。研究人員推測，傷齒龍主要以肉類為食。
根據化石的年齡鑑定，傷齒龍死亡時的平均年齡為3到5歲。

### 繁衍

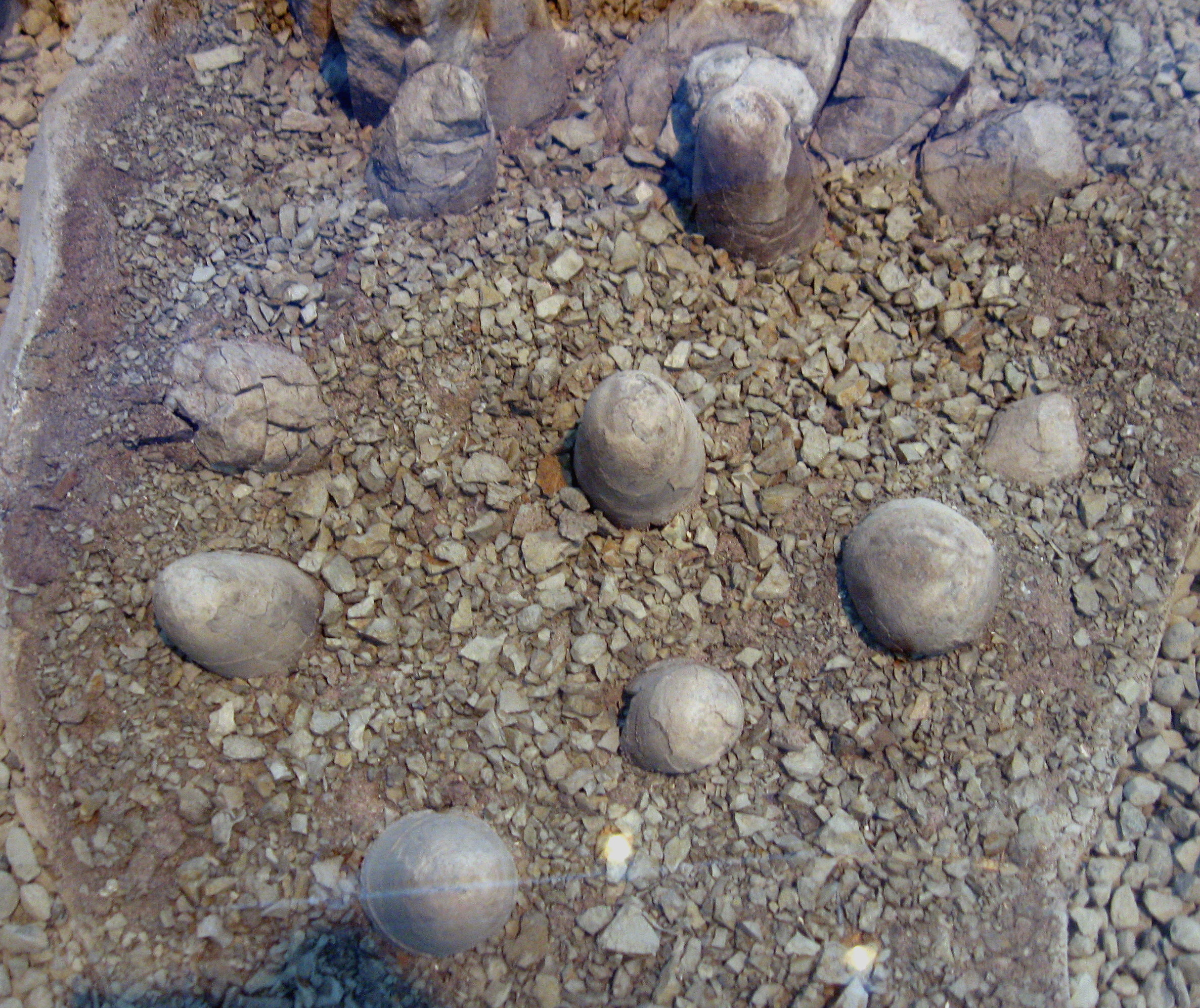
一個傷齒龍的蛋巢，在落磯山博物館展出中

在2002年，Varriccho等人敘述了八個在蒙大拿州的雙麥迪遜組發現的傷齒龍蛋巢。這些蛋巢目前存放在落磯山博物館。第一個蛋巢是由傑克·霍納（Jack Horner）在1983年發現。霍納在隔年發現相關的骨頭，並在蛋巢附近發現了稜齒龍類奔山龍的部分骨骸，霍納因此將這些蛋敘述為奔山龍的蛋。在1996年，霍納與大衛·威顯穆沛（David B. Weishampel）重新檢驗蛋中的胚胎，認為這些蛋屬於傷齒龍，而非奔山龍。
在1997年，Varricchio等人敘述了另一個成年傷齒龍的部分骨骸，與其懐中的至少五顆蛋，這隻恐龍可能正在孵蛋。Varricchio等人也敘述了上述其中一個蛋巢。這個蛋巢呈碟狀，內側直徑約100公分，巢壁將蛋圍在內側。其他更完整的蛋巢則有16到24顆蛋。這些蛋的外形為延長的淚滴狀，下端尖，下半部插入到沉積層內，上半部傾斜，往中心聚攏。沒有證據顯示蛋巢內有植物材料。
Varricchio等人從這些蛋巢，提出了數個傷齒龍繁衍能力特徵。傷齒龍的繁衍模式似乎介於鱷魚與鳥類之間，如同種系發生學的預設結果。這些但以成對方式排列，顯示傷齒龍可能具有兩個產道，類似鱷魚，而非僅有一個的鳥類。鱷魚產的蛋數量較多，蛋與成年體的身體相比較小；鳥類的蛋數量較少，與身體相比較大。傷齒龍的體積比則位居中間，蛋的重量約0.5公斤，而成年體的重量為50公斤。這個比例是同等體積爬蟲類的10倍，但其中兩顆蛋的重量約1.1公斤，比例接近同等體積的鳥類。Varricchio等人也發現多次產卵的證據，一個成年傷齒龍可能在每一、兩天產兩顆蛋。其中一個蛋巢有22個蛋，而另一蛋巢中的胎胚發展程度接近，顯示這些胚胎孵化模式接近。從這些胚胎的發展模式顯示，傷齒龍可能剛孵化不久就可以行動，甚至是剛孵化就可以。研究人員估計成年傷齒龍從產卵、孵化蛋、到出生，約化45到65天。研究人員發現蛋巢內沒有幼年傷齒龍活動的證據，顯示牠們可能剛孵化就離開蛋巢，如同鱷魚與塚雉。
在2008年，Varricchio等人檢驗編號MOR 748標本的骨組織，發現該標本的骨頭缺乏吸收骨髓骨的跡象，顯示該個體是個正在產卵中的個體。這群科學家也測量傷齒龍蛋巢中的蛋總體積，與成年傷齒龍的體積比例；將所測量的比例與現代鳥類、鱷魚相比時，發現傷齒龍的數值與雄性會孵化蛋的鳥類相近。根據此結果，他們推測雌性傷齒龍沒有孵化蛋的習性，而是由雄性傷齒龍孵化蛋；另外，他們也推測當時的手盜龍類與原始鳥類也擁有相同的習性。

## 命名歷史
傷齒龍是由約瑟夫·萊迪（Joseph Leidy）在1856年所命名，最初的拼法為Troödon。在1876年，由H. E. Sauvage正式修正為目前的拼法。

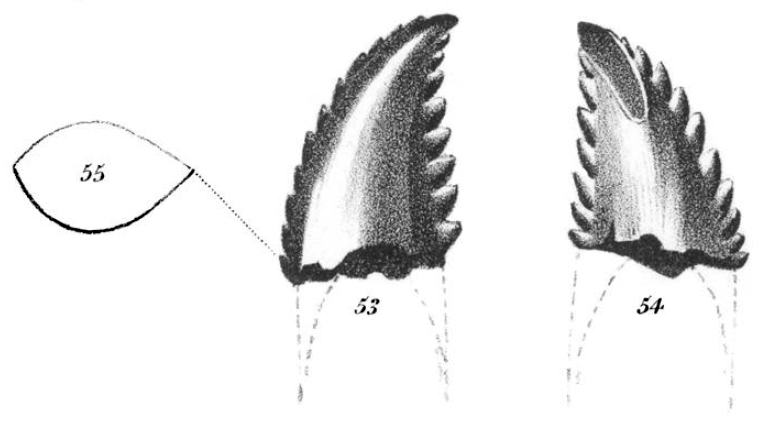
最初發現的傷齒龍牙齒化石，由約瑟夫·萊迪繪製

傷齒龍的牙齒起初被萊迪分類於蜥蜴亞目。但在1901年，法蘭茲·諾普喬（Franz Nopcsa）將傷齒龍重新歸類於斑龍科；斑龍科在歷史上長時間為大部分肉食性恐龍的集中地。在1924年，吉爾摩爾提出這些牙齒應屬於植食性厚頭龍類的劍角龍，而劍角龍其實是傷齒龍的一個次異名；傷齒龍科牙齒與植食性恐龍牙齒之間的相似處，讓許多古生物學家認為這些動物是雜食性動物。在1945年，查爾斯·斯騰伯格（Charles Mortram Sternberg）否決傷齒龍屬於厚頭龍類的可能性，因為這些牙齒與肉食性恐龍的牙齒有較多相似處。
傷齒龍的第一個標本並不是牙齒，而是斯騰伯格在1932年所命名的細爪龍化石，細爪龍的化石被發現於亞伯達省，由一個腳部、手部的碎片、以及一些尾椎所構成。這些化石的明顯特徵是第二腳趾上的加大趾爪，這被認為是恐爪龍下目的特徵。斯騰伯格起初將細爪龍分類於虛骨龍科。在1951年，斯騰伯格假設因為細爪龍有非常特別的足部，而傷齒龍有一樣獨特的牙齒，牠們可能為近親。不幸的是，在當時並沒有足夠的標本可供比較，來驗證這個假設。

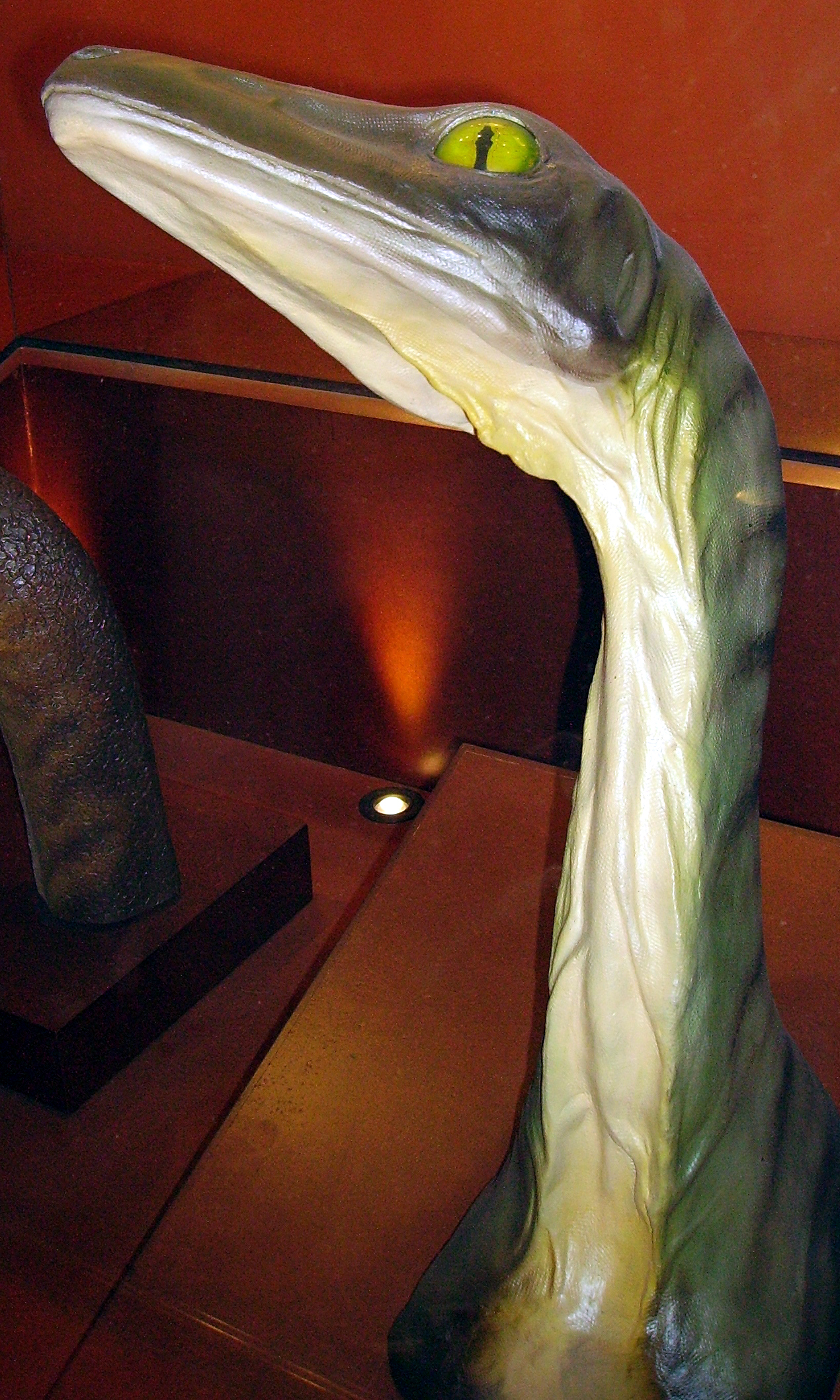
傷齒龍的重建模型，位於倫敦自然歷史博物館

在1969年，戴爾·羅素（Dale Russell）敘述了一個更完整的細爪龍骨骸；細爪龍演化成為類似人類的虛構生物「類恐龍人」的科學理論基礎，來自於這個研究。細爪龍在1980年代成為一個著名的獸腳類恐龍，而牠們的腦部與腳部被敘述地更詳盡。在1987年，菲力·柯爾（Phil Currie）重新審視已知的傷齒龍科化石，他將細爪龍重新分類為美麗傷齒龍的一個異名。這次改變被其他古生物學家廣泛地接受，因此在最近的科學文獻中，所有過去被稱為細爪龍的標本，現在都被改稱為傷齒龍。

## 分類
傷齒龍的模式標本曾造成分類上的問題，因為最初整個屬僅建立在一顆發現於朱迪斯河組的牙齒。發現了傷齒龍的牙齒以後，一個相關物種的顱後部位被發現，並被命名為細爪龍。大部分的古生物學家，認為這些更完整的細爪龍化石，與傷齒龍的最初被發現牙齒，屬於同一種動物；因此細爪龍被牠們的首同物異名（Senior synonym）所取代。其他屬如Polyodontosaurus與Pectinodon，因為牠們的牙齒類型被認為屬於同一種類型的恐龍，所以也被歸類於傷齒龍。這些以牙齒作為根據的屬，很容易因為更好狀況的化石而遭到廢棄，因此傷齒龍名稱的未來是可疑的。恐齒龍與糙齒龍也因相同原因而被廢棄，而更進一步的研究也可能讓傷齒龍被細爪龍取代。菲力·柯爾（Phil Currie）是一位北美洲傷齒龍科專家，在他2005年出版的書籍「恐龍省立公園」中，將細爪龍的模式種（S. inequalis）重新列為傷齒龍屬的一種，Troodon inequalis。

## 類恐龍人

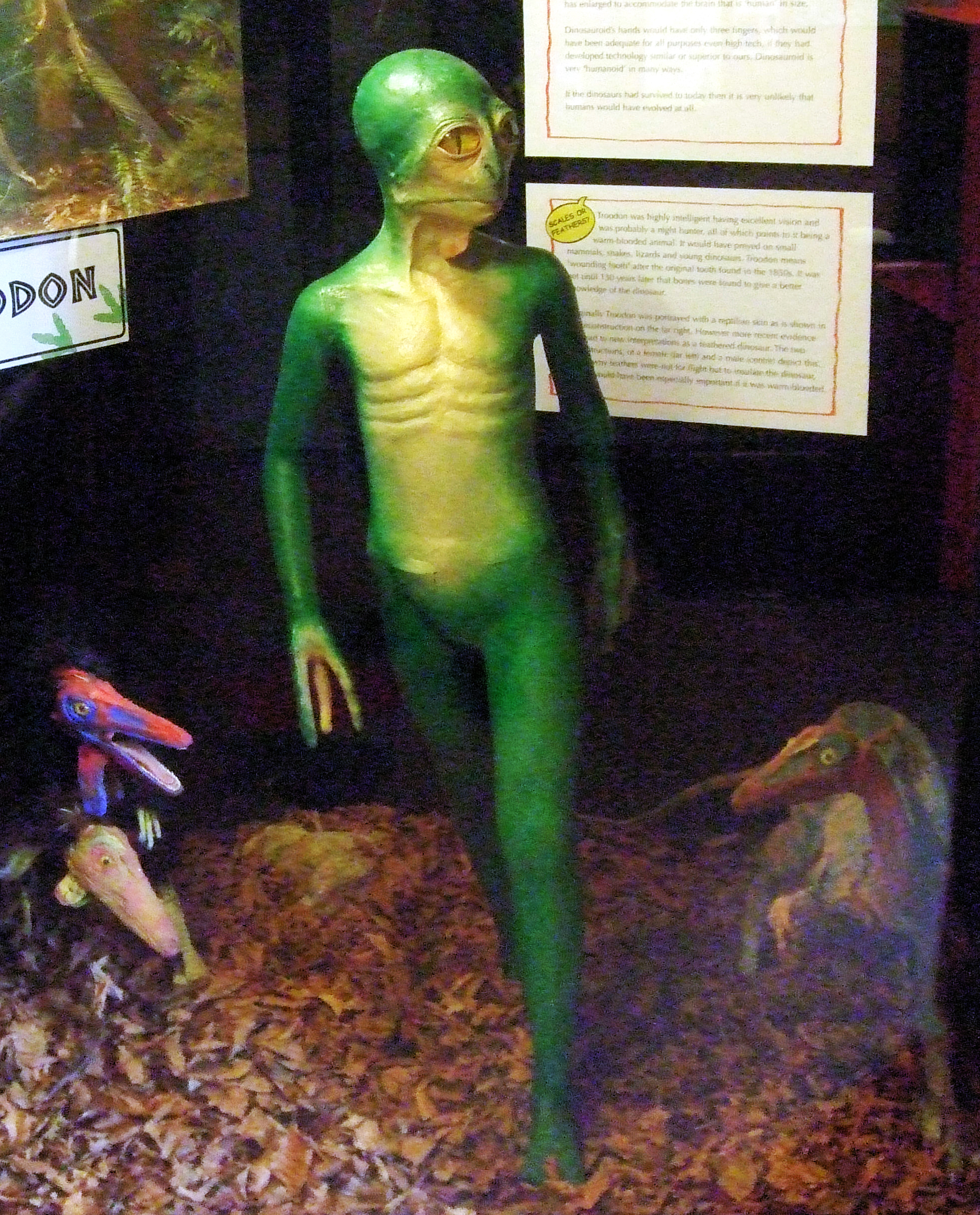
恐龍人的模型

在1982年，古生物學家戴爾·羅素，他同時也是渥太華加拿大國家博物館的脊椎動物化石管理者，推演出傷齒龍科恐龍如果在白堊紀-第三紀滅絕事件中存活下來，將會如何繼續演化。戴爾·羅素認為類似傷齒龍的物種將會演化得更聰明，而且將擁有類似人類的外表。
羅素發現在恐龍的演化過程中，腦容量持續地增加。雖然傷齒龍的智商遠低於現代人類，但已是其他恐龍的六倍。他認為若傷齒龍持續演化至今，腦容量將達到1100立方公分，接近於人類。傷齒龍的手部，已能做出某種程度的抓取動作。羅素認為若傷齒龍持續演化至今，將具有三根手指，第一指可以做出與其他指不同的動作。他與藝術家兼動物標本剝制師Ron Séquin，一同製作出先進的、有智能的未來傷齒龍模型，並將這個虛構的動物命名為類恐龍人（Dinosauroid）。
少數古生物學家，例如大衛·諾曼（David Norman）與克里斯提亞諾·達魯·沙索（Cristiano dal Sasso）認為這個演化途徑是可能的；而其他科學家，例如格里高利·保羅（Gregory S. Paul）與湯瑪斯·荷茲（Thomas R. Holtz Jr.），則認為擁有大型腦部、高智能的傷齒龍科恐龍將維持者標準的獸腳類身體，而非擁有類似人類外貌。德恩·奈許（Darren Naish）則提出地犀鳥較有可能成為類似人類的動物。

## 大眾文化
傷齒龍出現於英國獨立電視台的2006年電視節目《史前公園》（Prehistoric Park），傷齒龍被敘述成有高智能的食腐動物，而其中一隻傷齒龍跟隨主持人奈吉爾·馬文回到史前公園並在園中造成騷亂，隨後被園方順利捕獲。
傷齒龍也出現在探索頻道電視節目《恐龍星球》（Dinosaur Planet）的第三集與第四集。在第三集，一小群小型傷齒龍與一隻火盜龍產生了友誼；而在第四集，一小群傷齒龍攻擊一群奔山龍。但是在第三集裡，節目錯誤的將傷齒龍敘述成生存於歐洲，其實傷齒龍的化石只在北美洲發現過。
傷齒龍也出現在BBC電視節目《恐龍星球》（Planet Dinosaur）的第三集。該集裡成群的傷齒龍獵殺年幼的埃德蒙頓龍。
傷齒龍也出現在羅伯特·索耶（Robert J. Sawyer）1994年的科幻小說《End of an Era》。而肯·麥克勞德（Ken MacLeod）的書籍《Engines of Light》也出現一隻高智能的爬行動物，非常類似傷齒龍。
在《星艦奇航記》的小說《First Frontier》中，數位企業號成員經過時光旅行，發現傷齒龍具有初步的語言能力，而且能夠群體獵食。
在動畫電影《歷險小恐龍》（Land Before Time）系列中，兩隻傷齒龍以神秘賢者的形象出現。
2011年Telltale出品的《侏罗纪公园》游戏（Jurassic Park:The Game）中，InGen公司的科学家将伤齿龙作为观察对象。在游戏情节中，女主角被伤齿龙咬伤；伤齿龙还将一名救援队伍的直升机飞行员咬傷，使之中毒腦死，并在其身体上筑巢产卵。
傷齒龍也出現在探索頻道2011年的電視節目《恐龙革命》（Dinosaur Revolution）的第四集。一隻母傷齒龍和另一隻公傷齒龍在山洞產下後代，不幸配偶與後代都在隕石落下後凍死，僅留下一顆未受寒害摧殘的蛋。最後她帶著這顆蛋躲在一隻幼年暴龍屍體的嘴巴裡避寒，迎接未知的未來。該節目將傷齒龍描述為第三紀滅絕事件時存活最久的非鸟恐龍。
NHK節目《恐龍超世界 （页面存档备份，存于）》（ Amazing Dinoworld ）將傷齒龍描述為智商最高的恐龍，在片中利用昆蟲誘捕魚類，以及將白熊龍引至結冰的湖面以逃過其追獵。

## 外部連結
- Prehistoric Montana[永久]
- American Museum of Natural History
- Dinosauroid （页面存档备份，存于）